# Лакуриле (Арђеш)
Лакуриле (рум. Lacurile) насеље је у Румунији у округу Арђеш у општини Чофранђени. Oпштина се налази на надморској висини од 358 m.

## Становништво
Према подацима из 2002. године у насељу је живело 707 становника, од којих су сви румунске националности.